# Walter D-Bus
Walter D-Bus byl prvním československým autobusem pro dálkovou přepravu, vyráběným jinonickou firmou Akciová továrna automobilů Josef Walter a spol. od roku 1931. O rok později byla přejmenována na Akciovou společnost Walter, továrna na automobily a letecké motory. Walter D-Bus patřil k vyvrcholení výrobního programu Walter, co se osobních a užitkových automobilů týče. Dosahoval rychlostí 100 km/h i více a splňoval požadavky na autokarovou přepravu: z hlediska motoru, rychlosti, akcelerace a stoupavosti i v horském prostředí. Byl vyráběn v letech 1931–1934.

## Vznik a užití
Na počátku jeho vzniku je osobní automobil, dvanáctiválec Walter Royal, nejznámější, nejluxusnější a nejdražší osobní automobil firmy Walter. Ten měl motor o objemu válců 5879 cm³ a byl „základem“ pro motor do tohoto autobusu. Dvanáctiválec byl převrtán ze 76 mm a 85 mm a tím bylo dosaženo zvětšeného objemu válců 7354 cm³. Výkon motoru byl v podstatě srovnatelný s Royalem (120 k), resp. D-Bus s výkonem 140 k. Jako základ karoserie byl jako zdroj použit podvozek autobusu FNA, který byl dále upraven.

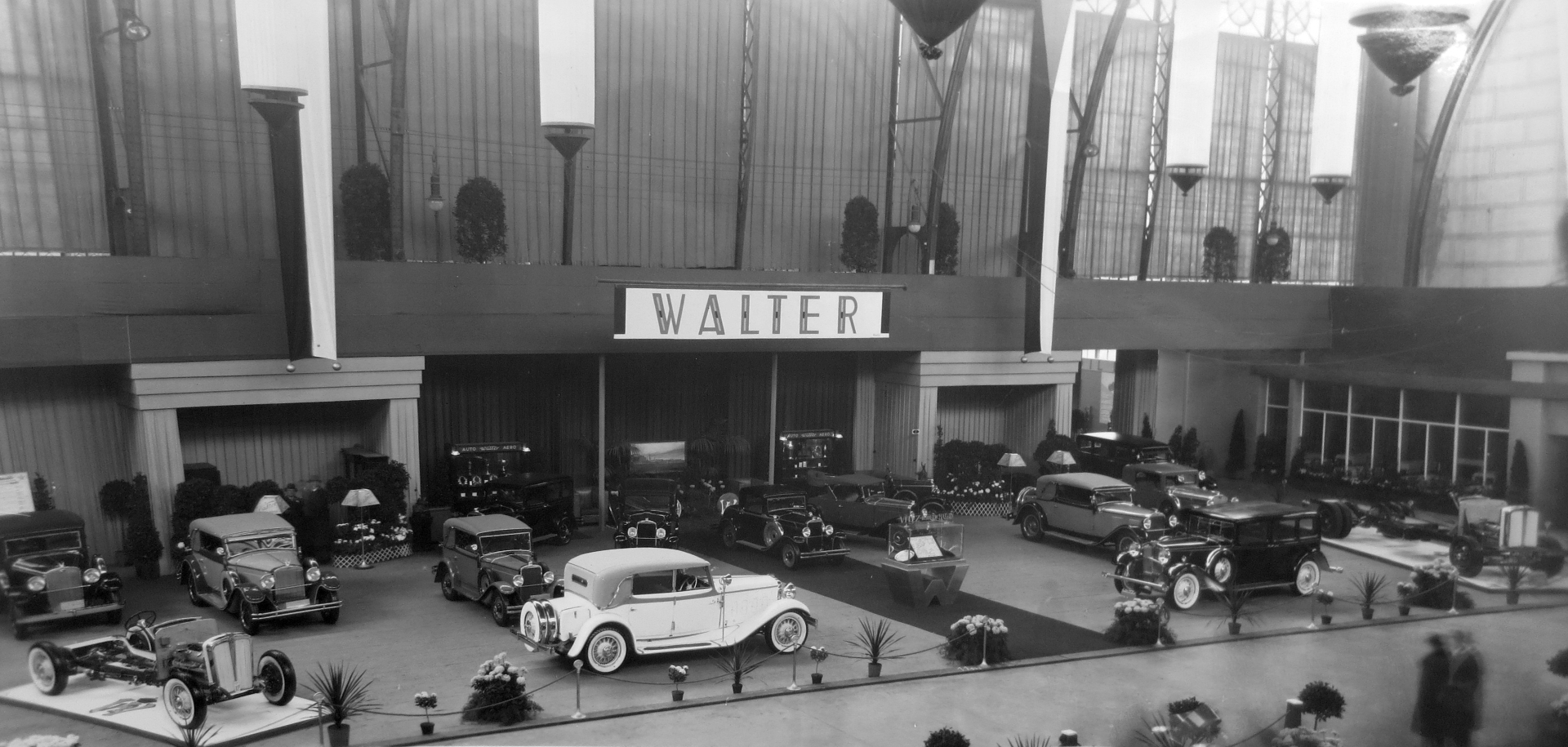
Walter Royal na stánku Walter při Autosalonu v Praze 1931 (v první řadě zleva – podvozek Royal, Royal Kabriolet, Royal Limuzína, podvozek autobusu D-Bus)

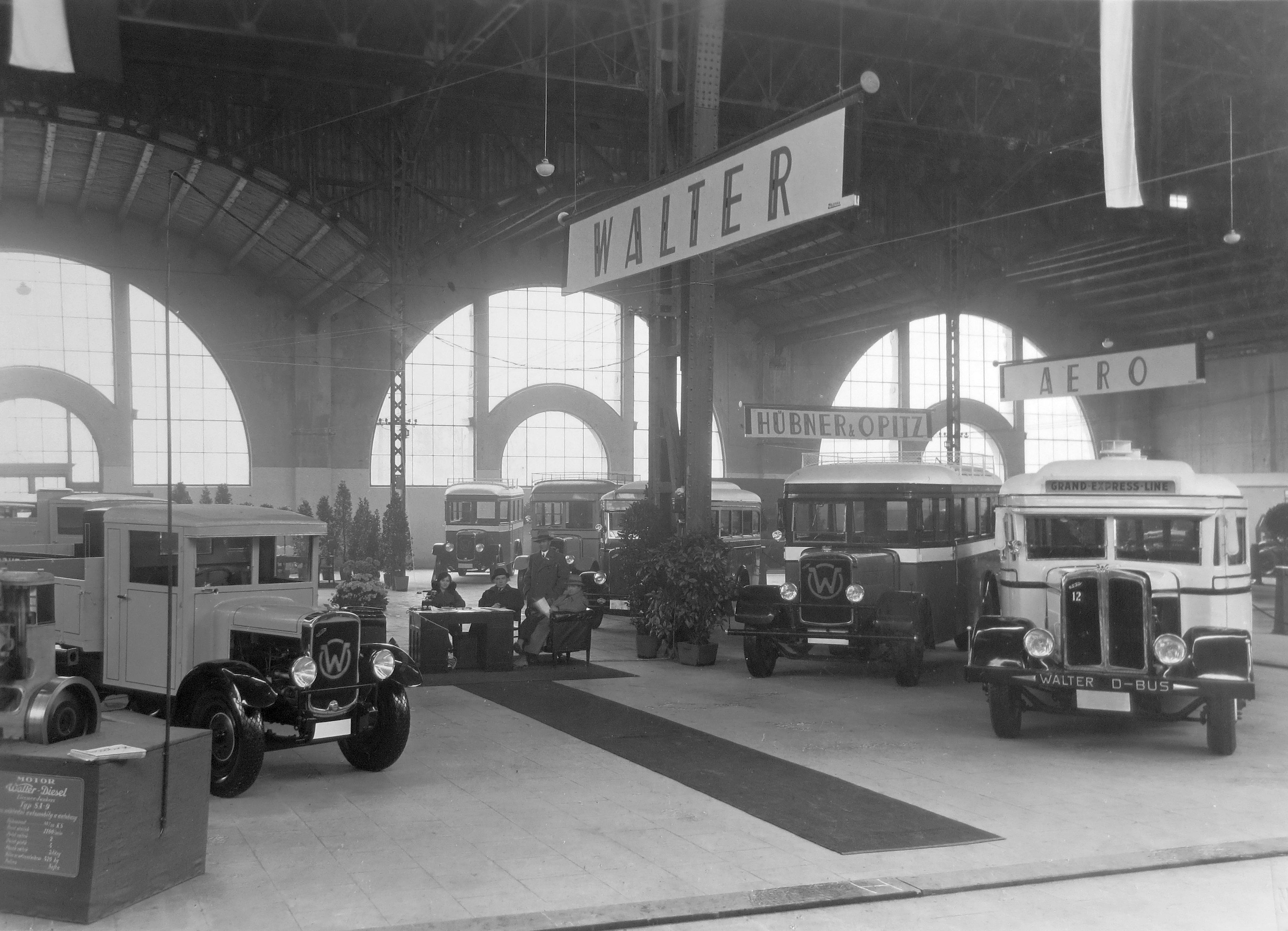
Walter D-Bus v popředí na stánku Walter při pražském autosalonu 1931

Představení autobusu veřejnosti proběhlo na podzimním pražském autosalonu v říjnu 1931 (XXIII. ročník, 22.–28. října), kde pochopitelně vévodil tovární expozici v tzv. Strojírně. Svoje ambice dával najevo nápisem „Grand-Express-Line“ na čele střechy, počet válců pod kapotou prozrazovalo stylizované číslo 12 na masce chladiče. V hlavní výstavní budově byl představen v dvojím provedení jeho „bratr“ Walter Royal (limuzína, kabriolet) a s nimi i podvozek D-Busu.
Walter D-Bus byl používán pro rychlou, meziměstskou a mezinárodní autobusovou přepravu. Tento luxusní autokar pro dálkovou dopravu pojal 30 až 40 sedících pasažérů dle uspořádání sedadel. Byl na vrcholu tehdejšího členění dopravních prostředků: městský bus, příměstský autobus a dálkový autokar. Po pražském autosalonu s ním bylo vykonáno několik propagačních jízd. Z Prahy přes Teplice a Cínovec do Drážďan v čase 3 h na vzdálenosti 145 km, z Prahy do Liberce v průměrném čase 1 h 50 minut. V plném zatížení na těchto trasách spotřeboval až 65 litrů paliva. Tyto „těžké“ zkoušky dlouhými jízdami potvrdily, že tato doprava je mnohem rychlejší a méně únavná než vlakem a výrazně pohodlnější než doposud používanými autobusy. Podobným způsobem zkoušela továrna Walter způsobilost D-Busu i pro pražskou, městskou dopravu na trase linky J z Pelc-Tyrolky na Malvazinky resp. do Butovic a bylo zjištěno, že k jízdě bylo potřeba polovičního času oproti normálnímu jízdnímu řádu, v to počítajíc i všechny zastávky.
V roce 1932 stál samotný podvozek 160 000 Kč a vybavený autobus de luxe 218 000 Kč. Výroba osobních i užitkových vozů Walter skončila v roce 1937.

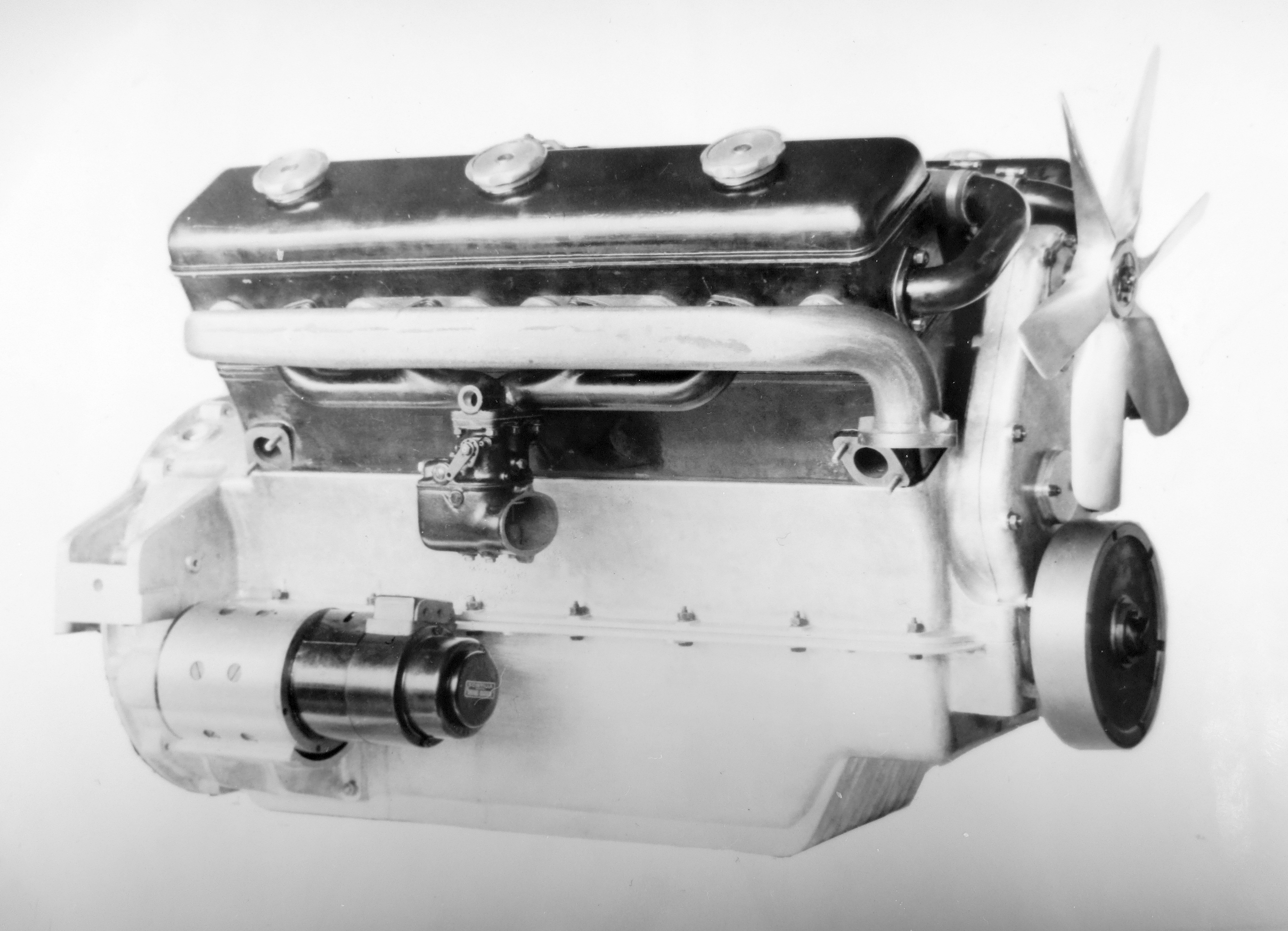
Walter D-Bus, motor Walter 12 B (1932)

## Motor
Dvouřadový dvanáctiválcový zážehový, čtyřtakní benzínový motor Walter 12 B měl válce uspořádány do V pod úhlem 60°. Dvouventilový (sací, výfukový) rozvod OHV. Vrtání 85 mm a zdvih 108 činil celkový objem válců zmíněných 7354 cm³. Při kompresním poměru 5:1 a 3000 otáček za minutu podával výkon 140 k (102,9 kW). S tímto výkonem dosahoval max. rychlosti 110 km/h jako první československý autobus.
Motorová skříň byla dvoudílná, z hliníkové slitiny se snímatelnými hlavami válců a nezapřela svůj původ v letecké továrně. Bloky a hlavy válců byly snímatelné. Válce byly litinové. Šestkrát zalomený klikový hřídel z oceli Poldi Vitrix byl vpředu opatřen ozubcem pro „záložní“ startování motoru roztáčecí klikou. Vlastní klikový hřídel byl vybaven tlumičem torzních kmitů a byl uložen v sedmi kluzných ložiscích vylitých kompozicí. Ojnice byly z chromniklové oceli průřezu H. Písty byly hliníkové s invarovými vložkami typu Nelson-Bohnalite. Vačkový hřídel rozvodu OHV, umístěný v ose motoru a byl uložen v sedmi ložiscích z bronzu. Na konci vačkového hřídele bylo nasazeno šroubové kolo, které pohánělo olejové čerpadlo. Zcela zakrytý pohon ventilů od vačkového hřídele byl řešen prostřednictvím zvedáků, tyčinek a vahadélek.
Tlak v olejovém, cirkulačním mazání vyvozovalo kolečkové čerpadlo s regulačním tlakovým ventilem. Odčerpávalo olej od spodku motorové skříně a tlačilo jej vnějším potrubím přes velký čistič oleje, umístěném na levé straně motoru. Ve filtru byl olej tlačen přes jemná síta a dále veden vyvrtanými kanálky ve stěně skříně. Stěny válců byly mazány olejem odstříkanými klikami a ojnicemi. Přebytečný olej stékal zpět do olejové vany. Spotřeba oleje činila cca 0,8 litru na 100 km.

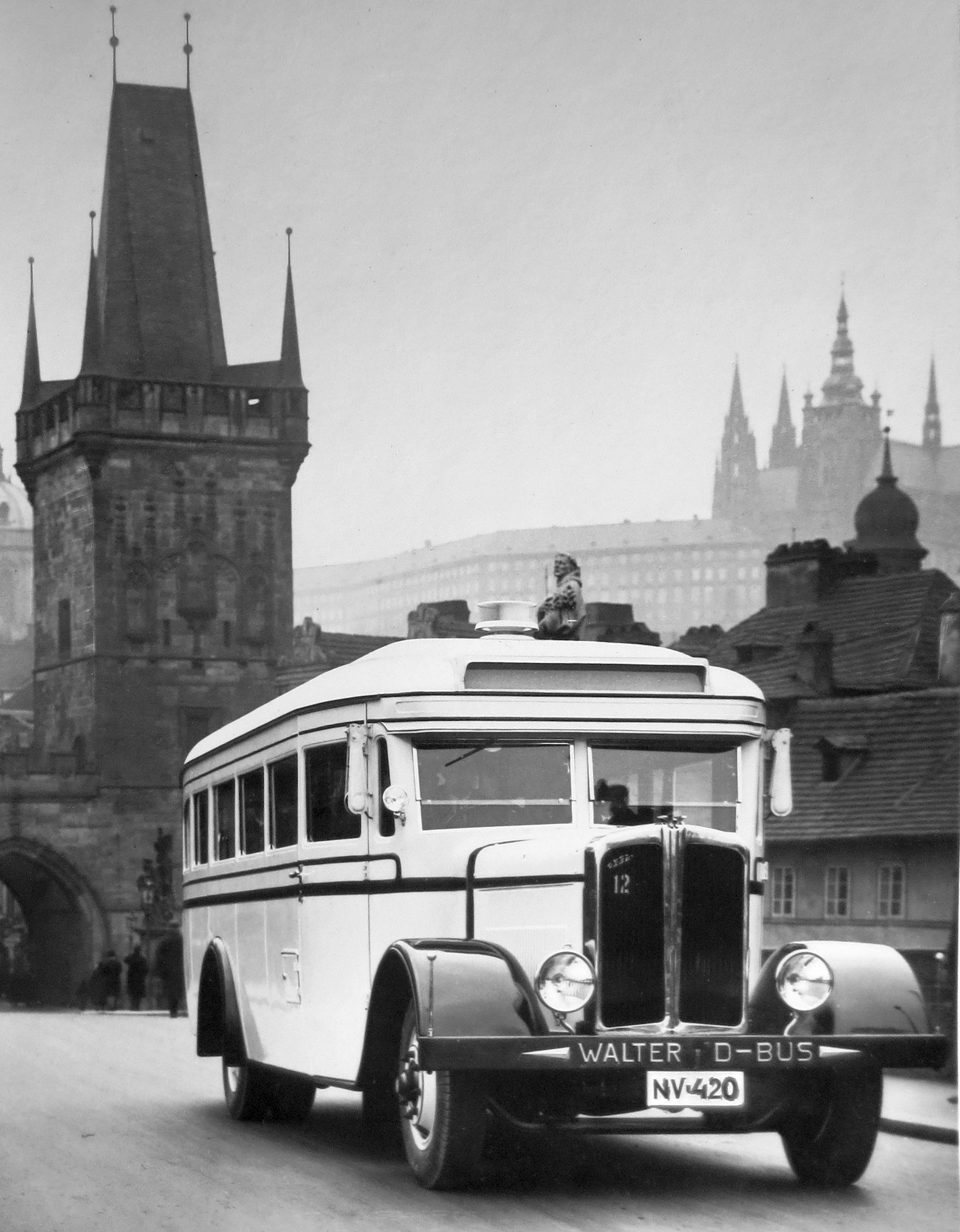
Walter D-Bus na Karlově mostu v Praze (1931)

Zapalovací souprava Scintilla MN 12 BN 12d byla umístěna mezi oběma bloky válců a byla poháněna od hřídele čerpadla. Zapalování bylo zdvojené, elektromagnetické i bateriové. Řízení předstihu bylo ve dvou variantách, automatické nebo ruční. Motor měl 3 elektrické startéry Scintilla. V každém válci byly 2 svíčky (tj. celkem 24), z nichž první byla napojena na magdynamo a druhá na rozdělovač a 2 baterie. Motor tedy byl vybaven tehdy neobvyklým, dvoukruhovým zapalováním, magnetoelektrickým a dynamoakumulátorovým. Každý z nich byl určen pro jednu svíčku ve válci. Oba systémy byly navzájem zcela nezávislé, byť byly spojeny v jeden celek. Toto řešení bylo úspěšně využíváno u leteckých motorů Walter.
Dopravu benzínu z nádrže na 100–120 l paliva, zavěšené na pravém podélníku rámu, ke 2 spádovým karburátorům Zenith, popř. Stromberg Downdraft zajišťovalo elektromagnetické čerpadlo Autopuls. Karburátory byly připojeny přímo k rozvětvenému sacímu potrubí, které bylo vybaveno předehříváním směsi. Motor spotřeboval na 100 km ne méně než 45 l paliva, neoplýval tedy velkou hospodárností provozu. Cirkulaci vodního chlazení vyvozovalo vodní čerpadlo umístěné vpředu mezi bloky válců. Voštinový chladič byl vybaven automatickým ovládáním žaluzií před chladičem, které bylo řízeno Kalorstatem. Ventilátor chladiče byl poháněn gumovým řemenem.
Motor byl uložen v rámu na 3 pružných, gumových podložkách, silentblocích. Bezhlučná převodovka ZF Aphon 645 (4+Z) s řadicí pákou v kulovém kloubu, vybavená rychlopřevodem Walter Maybach byla připojena na skříň motoru přes suchou, dvoulamelovou spojku Long. Třetí stupeň byl v přímém záběru a čtvrtý plnil funkci volnoběhu. Přenos pohonu se děl dutým kardanovým hřídelem Mechanic 6 opatřeným pružnými spojkami Kaweco nebo alternativně Hardy. Byl ukončen dvěma klouby do převodového soukolí Gleason v kuželovém diferenciálu rozvodovky v zadní nápravě. Zadní, odlehčená náprava byla uložena v kuličkových ložiscích typu Timken.

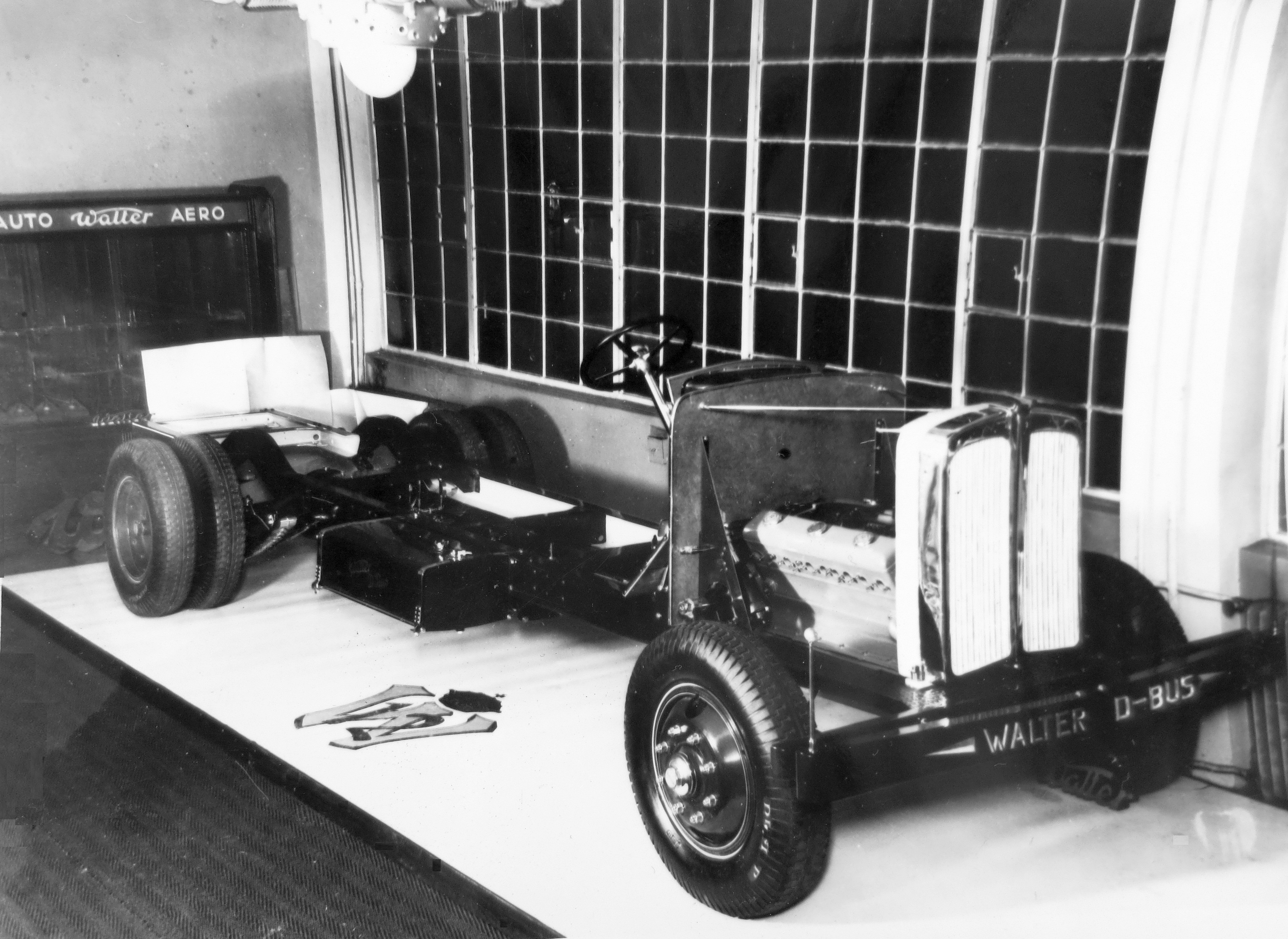
Walter D-Bus, podvozek (1932)

## Podvozek
Samosvorné šnekové řízení přední nápravy mělo odpérovanou řídící tyč. Řízení bylo pravostranné. Obdélníkový rám byl tvořen dvěma podélnými nosníky a šesti příčkami U-profilu, vylisovanými z ocelového plechu. Obě nápravy podvozku byly odpérovány podélně umístěnými, plochými půleliptickými péry a hydraulickými tlumiči.
Autobus brzdily dvouokruhové, kapalinové brzdy Lockheed s podtlakovým posilovačem. Brzdící účinek na zadní nápravě byl podpořen vakuovou servobrzdou Bosch-Dewandre. Přední brzdy měly servočelisti s jedním párem. Zadní brzdy tvořily dva páry zkřížených čelistí v každém kole. Ruční, mechanická brzda působila na zadní nápravu, opatřenou zdvojenými koly. Ocelová disková kola (vpředu jednoduchá, vzadu zdvojená) nesla nízkotlaké pneumatiky 36x8,25“ anebo vysokotlaké 34x7“. Rozvor činil 4800 mm resp. u prodloužené verze 5460 mm, rozchod vpředu 1825 mm, vzadu 1727 mm.

## Karoserie

### Autobus

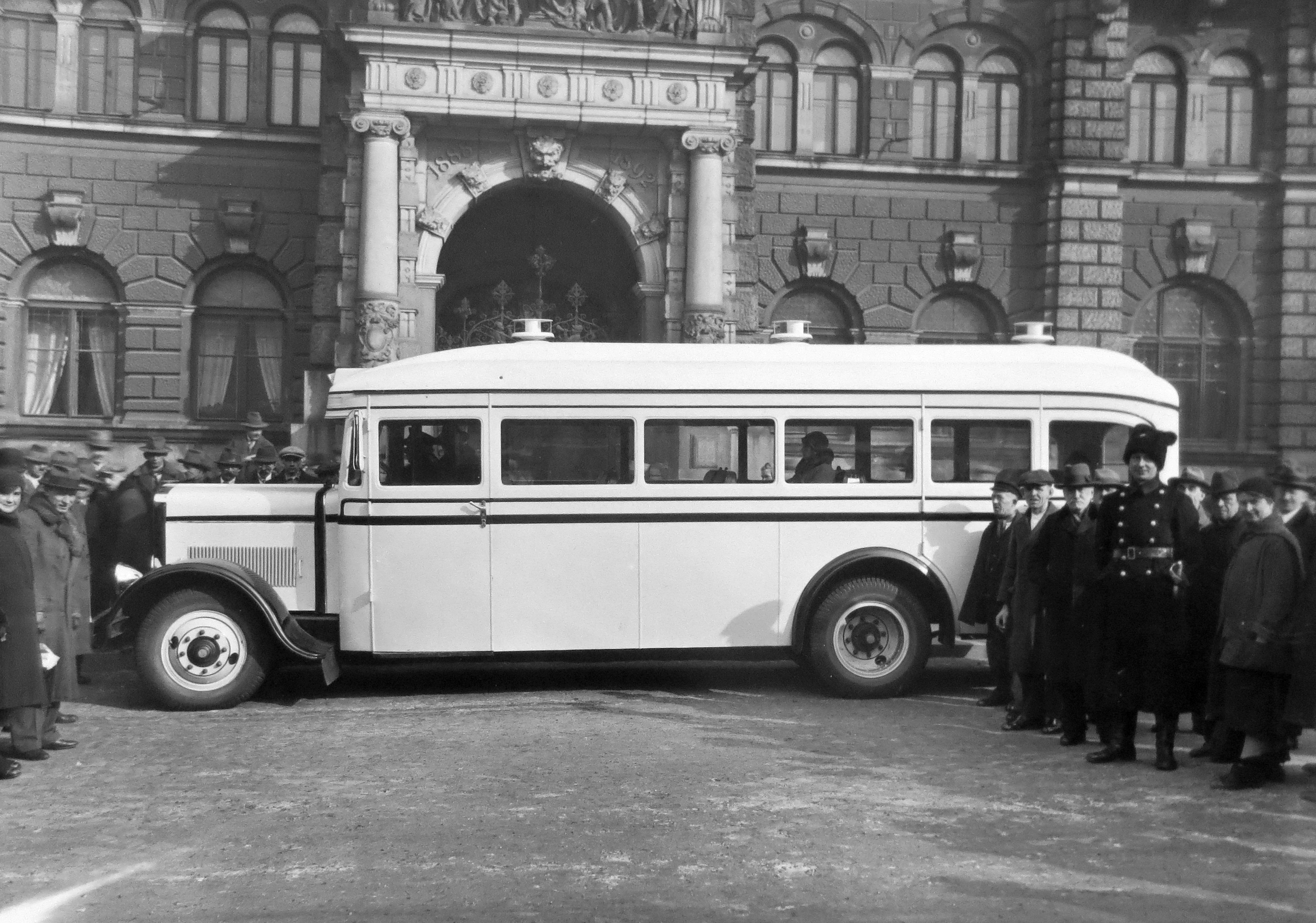
Walter D-Bus na předváděcí jízdě v Liberci (1932)

Splňoval mimo výkonu, rychlosti a stoupavosti i další požadavek na vybavení, tj. vnitřní úpravy a vnějšku karoserie. Především se jednalo o utlumení všech vibrací a hluku s cílem zvýšit příjemnost a pohodlí jízdy. Karoserie byla vybavena topením, větráním, polštářovanými sedadly, nadhlavovými sítěmi na zavazadla, stahovacími okny a vnitřním osvětlením. Na přání mohl být řidič v oddělené kabině přepážkou od vnitřku vozu. Vnitřní rozměry karoserie: délka 6150 mm a šířka 2250 mm. Celková délka autobusu byla 7220 mm, šířka s blatníky 2300 mm, maximální přípustné zatížení podvozku 4500 kg. Maximální přípustná hmotnost s plným zatížením 7500 kg. V tehdejším Československu tento autobus neměl prakticky konkurenta, byť autokarů tohoto typu bylo vyrobeno jen několik kusů. D-Bus byl podle tehdejších tuzemských předpisů stavěn pro jízdu vlevo. Na pravém boku karoserie měl jen jedny dveře vpředu pro řidiče. Na levé straně byly dvoje dveře pro cestující, jedny na úrovni řidiče a druhé za zadním blatníkem. Oba vstupy byly dostatečně široké a se stupačkami umístěnými nízko nad zemí.

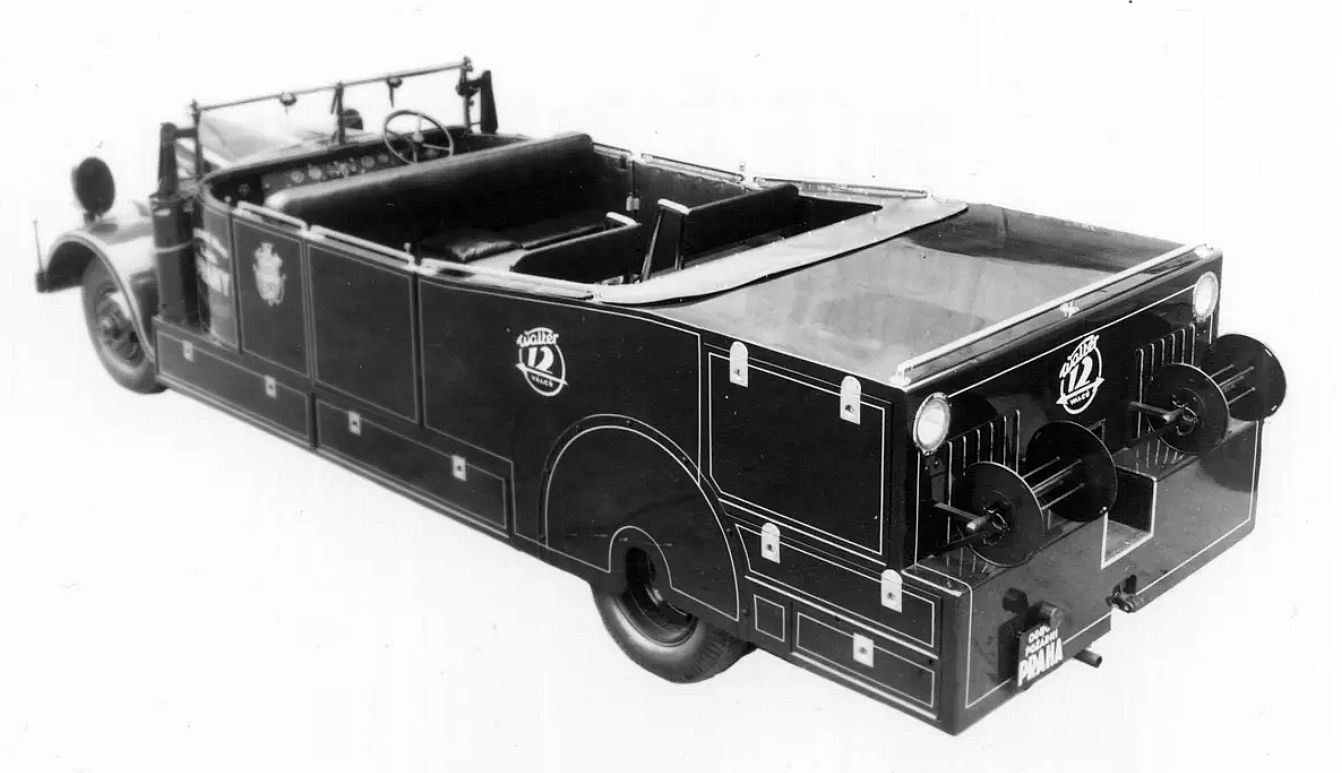
Walter V-12 (1932), hasičský automobil

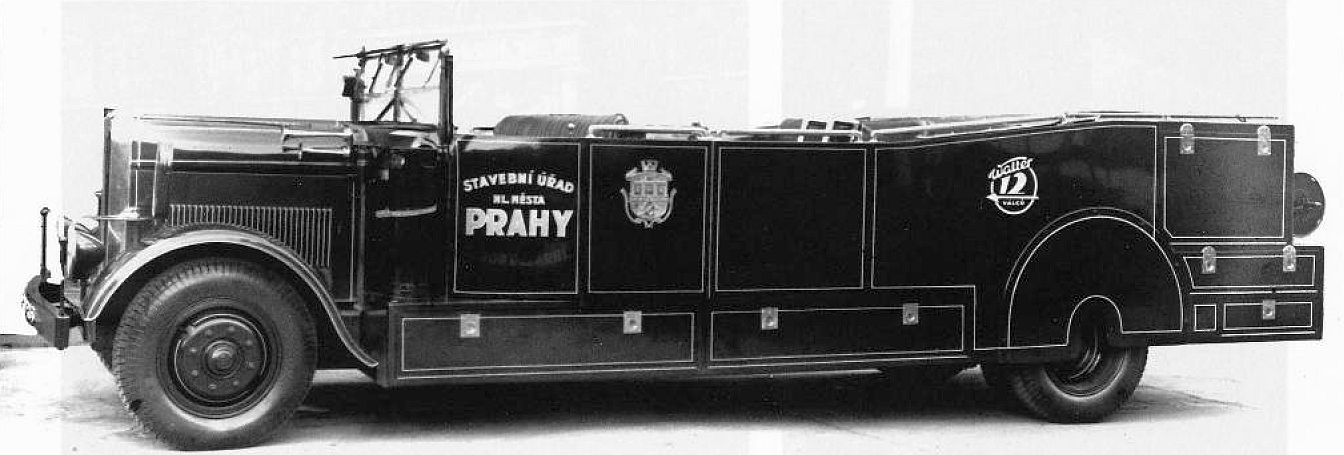
Hasičský automobil Walter V-12 (1932)

### Hasičské vozidlo
Tento motor D-Busu byl použit i v automobilu Walter V-12, nejrychlejším požárním automobilu meziválečného Československa. Národní listy ve svém sobotním vydání z 21. října 1933 oznámily, že Pražský požární sbor resp. Stavební úřad hl. města Prahy získá nejmodernější dopravní hasičský vůz v Evropě, který vyrobila jinonická továrna Walter na šasi autobusu D-Bus. Vůz mohl dopravovat až 16člennou posádku, přenosnou motorovou stříkačku, požární žebříky, hasicí přístroje, dýchací aparáty, seskokové plachty – celkem užitečné zatížení 4000 kg. Návrh takto upraveného vozu zpracoval přednosta požárního sboru pražského magistrátu, vrchní stavební rada inž. Oldřich Uher. Pražský sbor profesionálních hasičů totiž slavil ve dnech 28. a 29. října 1933 osmdesáté výročí založení a nový automobil dostal od Pražské městské pojišťovny darem. Speciální automobil osmimetrové délky, postavený na podvozku s rozvorem 5900 mm a vybavený motorem V12 o objemu 7,35 l a výkonu 140 k (103 kW), měl čtyřdveřovou otevřenou karoserii se čtyřmi řadami sedadel za sebou. Závěsné zařízení umožňovalo táhnout za vozem další motorovou stříkačku. V červenci 1937 zdobil hasičský Walter titulní stranu týdeníku Ozvěny domova i světa při příležitosti hasičského sjezdu v Bratislavě.